# Levoszimendán
A levoszimendán (INN: levosimendan) akut szívelégtelenség rövid távú kezelésére használt gyógyszer, amikor a többi gyógyszer hatását erősíteni kell. Növeli a szívizom összehúzó erejét, csökkenti a kamrai elő- és utóterhelést.
Növeli a koronária keringést a koszorúér-műtétből felgyógyuló betegeknél. Szívelégtelenségben javítja a szív véráramoltatási képességét. Ezek a kedvező hatások anélkül alakulnak ki, hogy jelentősen emelkedne a szív oxigénfogyasztása.
A szert intravénásan kell alkalmazni.
A VIII. Magyar Gyógyszerkönyvben  Levosimendanum     néven hivatalos.  

## Hatásmód
Serkent a szívizomsejtek kalciumérzékenységét azáltal, hogy kalciumfüggő módon kötődik azok troponin C molekuláihoz. Ezen felül ATP-érzékeny káliumcsatornákat nyit meg az erek simaizmaiban, amelynek értágító hatása van. Ez csökkenti a szív terhelését, növeli a véráramlást.
A levoszimendán in vitro körülmények között szelektív foszfodiészteráz III gátló.

## Mellékhatások
Leggyakoribb mellékhatások: kamrai tachycardia, hipotónia, szívritmuszavar és fejfájás.

## Ellenjavallatok, veszélyek
A szer nem adható 18 éves kor alatt, valamint súlyos vese- vagy májkárosodás esetén. Enyhébb vese- és májbetegek esetén az alkalmazás megfontolandó.
A szer ellenjavallt súlyos hipotónia (alacsony vérnyomás) és tachycardia (szapora pulzus) esetén, valamint a szívkamra izmainak jelentős károsodása esetén.
A szert csak kórházban szabad használni, ahol megfelelő monitorozási háttér és az inotróp szerek alkalmazásával kapcsolatos szakmai tapasztalat rendelkezésre áll.
Terhességre vonatkozó adat nincs, és az sem ismert, hogy a szer átkerül-e az anyatejbe.

## Készítmények
Magyarországon:
- SIMDAX 2,5 mg/ml koncentrátum oldatos infúzióhoz
- Levosimendan Kabi 5,5 mg/ml konventrátum oldatos infúzióhoz

Egyéb készítmények:
- Daxim
- Simendan

## Fordítás
Ez a szócikk részben vagy egészben  a   Levosimendan című angol Wikipédia-szócikk fordításán alapul.  Az eredeti cikk szerkesztőit annak laptörténete sorolja fel. Ez a jelzés csupán a megfogalmazás eredetét és a szerzői jogokat jelzi, nem szolgál a cikkben szereplő információk forrásmegjelöléseként.